# Луитполд принц Баварски
Луитполд Рупрехт Хайнрих Баварски (на немски: Luitpold Rupprecht Heinrich Prinz von Bayern; * 14 април 1951, дворец Лойтщетен, Щарнберг) от фамилията Вителсбахи (линията Пфалц-Биркенфелд-Бишвайлер), е принц на Бавария.

## Биография
Той е единственият син на принц Лудвиг Карл Мария Баварски (1913 – 2008) и съпругата му принцеса Ирмингард Баварска (1923 – 2010), дъщеря на последния наследствен трон-принц Рупрехт Баварски (1869 – 1955) и принцеса Антония Люксембургска (1899 – 1954). Внук е на принц Франц Мария Луитполд Баварски (1875 – 1957) и принцеса Изабела Антония фон Крой (1890 – 1982). Правнук е на последния баварски крал Лудвиг III Баварски (1845 – 1921) и ерцхерцогиня Мария Тереза Австрийска-Есте (1849 – 1919).
Луитполд Баварски е собственик на дворцовата бирена къща Калтенберг и шеф на König Ludwig International GmbH & Co. KG. През 1979 г. основава „рицарския турнир Калтенберг“. През октомври 2011 г. той поема и „Порцеланската манифактура Нимфенбург“.
Принц Луитполд Баварски живее в дворците Калтенберг и Лойтщетен. Награден е с два ордена.
Понеже днешният шеф на род Вителсбах Франц Баварски (* 1933) е бездетен, и брат му принц Макс Емануел принц Баварски (* 1937) няма мъжки наследник, позицията им ще бъде наследена от Луитполд принц Баварски; след това от неговия първороден син Лудвиг Хайнрих (* 1982), който е признат за легитимен чрез документ от 3 март 1999 г.
- Дворецът Лойтщетен, Щарнберг
- Дворецът Калтенберг

## Фамилия
Луитполд Рупрехт Хайнрих Баварски се жени на 25 юни 1979 г. в Щарнберг и на 26 септември 1979 г. в Ерлинг-Андекс (морг.) за Катрин Беатрикс Виганд (* 19 септември 1951, Мюнхен), дъщеря на Герд Виганд и Еллен Шумахер. Женитбата му е обявена за легитимна на 3 март 1999 г.
Те имат пет деца и четири внуци:
- Августа Мария (* 11 октомври 1979, Ландсберг ам Лех), омъжена на 26 декември 2009 г. в Нова Каледония за принц Фердинанд Клеменс Кристиан фон Липе-Вайсенфелд (* 5 септермври 1976, Детмолд)
- Алица Изабела Мария (* 25 юни 1981, Ландсберг ам Лех), омъжена на 29 август 2009 г. в Андекс за принц Лукас Кристоф Мария Гобертус фон Ауершперг (* 27 август 1981, Ст. Пьолтен)
- Лудвиг Хайнрих (* 14 юни 1982, Ландсберг ам Лех), неженен
- Хайнрих Рудолф (* 23 януари 1986, Ландсберг ам Лех), неженен
- Карл Рупрехт (* 10 март 1987, Мюнхен), неженен